# Acrulogonia sparsa
Acrulogonia sparsa är en insektsart som beskrevs av Young 1977. Acrulogonia sparsa ingår i släktet Acrulogonia och familjen dvärgstritar. Inga underarter finns listade i Catalogue of Life.